# Theodosios Monomachos
Theodosios Monomachos (mittelgriechisch Θεοδόσιος Μονομάχος; † nach September 1056) war ein byzantinischer Senator und Usurpator gegen Kaiser Michael VI.

## Leben
Theodosios Monomachos war ein Neffe (oder Cousin) Kaiser Konstantins IX., unter dessen Protektion er zum Proedros (Vorsitzenden) des byzantinischen Senats aufstieg. Außerdem bekleidete er im Laufe seiner Karriere möglicherweise die hohen Würden eines Magistros und Protospatharios, was entsprechende Siegel seines Namens nahelegen.
Als Konstantin IX. am 11. Januar 1055 starb, spielte Theodosios in der Nachfolgeregelung keine Rolle. Der Kaiser hatte auf dem Sterbebett einen gewissen Nikephoros Proteuon zum Nachfolger designiert, doch konnte sich im Ringen um die Macht Theodora III. durchsetzen, die allerdings nur eineinhalb Jahre in Konstantinopel regierte. Die letzte Angehörige der makedonischen Dynastie verfügte vor ihrem Tod am 31. August 1056, dass die Herrschaft an den nicht aus ihrer Familie stammenden Michael Bringas übergehen sollte, der dann als Michael VI. den Thron bestieg.
Theodosios wollte sich nicht damit abfinden, als nächster männlicher Verwandter des verstorbenen Kaisers erneut übergangen worden zu sein. Er bewaffnete die Sklaven in seinem Haushalt und versammelte mit der Hilfe einiger Unterstützer am Kaiserhof eine Menschenmenge in den Straßen der Hauptstadt hinter sich. Um seine Anhängerschar zu vergrößern, ließ er einige Gefängnisse, darunter das Praitorion, öffnen und rekrutierte die Gefangenen in der Hoffnung, mit ihnen den Palast erstürmen zu können. Als die Warägergarde sich dem bewaffneten Haufen entgegenstellte, wandte sich Theodosios zur Hagia Sophia, entweder um sich dort als Kaiser akklamieren zu lassen (so Skylitzes) oder um dort Asyl zu suchen (so Zonaras). Der Patriarch Michael Kerularios hatte jedoch vor den Rebellen die Kirchentüren verschließen lassen. Theodosios wurde von seiner Gefolgschaft verlassen und zusammen mit seinem Sohn vor der Kirche gefangen genommen. Michael VI. verbannte den Usurpator nach Pergamon, wo sich seine Spur verliert.